# فهرست ارمنی‌های کانادا
در زیر فهرست ارمنی‌های کانادا (انگلیسی: List of Armenian Canadians) آورده شده است

## دانشگاهیان
- آدام مورتون فیلسوف

## هنرمندان
- دیوید آلپی هنرپیشه مرد
- رافی آرمنیان رهبر ارکستر
- آندره آرتور میزبان رادیویی و نماینده مستقل مجلس
- آراز آرتینیان عکاس، فیلمساز و humanitarian worker
- ایزابل بایراکداریان سوپرانو
- کارن بویاجیان هنرپیشه مرد
- جرج بوردی موسیقی‌دان و ملی‌گرای سفیدپوست پیشین
- درهووا آهنگساز و تهیه‌کننده
- آتوم اگویان فیلمساز
- Hagop Goudsouzian فیلمساز
- لوون ایشخانیان گیتارنواز، شخصیت سرگرمی‌ساز
- مالاک کارش عکاس
- یوسف کارش عکاس
- ماریوونه کندرگی نوازنده پیانو
- آرسینه خانجیان هنرپیشه زن
- سروژ کراداجیان نوازنده پیانو
- کاترین مانوکیان نوازنده ویولن
- پاتریک ماسبوریان شخصیت رادیویی و تلویزیونی، کارگردان فیلم
- پیتر اوندجیان نوزانده ویولن و رهبر ارکستر
- آلیس پانیکیان دوشیزه جهان کانادا ۲۰۰۶
- رافی کودک خواننده و ترانه‌پرداز
- واهرام سارگسیان آهنگساز و رهبر ارکستر گروه کر

## کسب و کار
- جک خاچکار کارآفرین

## سیاست و خدمات عمومی
- رانلد آلپیان استراتژیست ارتباطات و بازاریابی، en:Canadian Youth Mission to Armenia (CYMA) بنیانگذار
- سارکیس آسادوریان نماینده پیشینی مجلس از حزب لیبرال ۱۹۹۳–۲۰۰۴
- آن گاووکیان اطلاع‌رسانی و کمیسر حریم خصوصی انتاریو
- هاروت شیتیلیان مشاور شهری و رئیس شورای شهر مونترال
- ریموند ستلکوه کارآفرین، سیاستمدار، وکیل

## دانشمندان
- لوون پوگوسیان اخترفیزیکدان

## ورزشکاران
- en:Warren Ounjianوارن اونجیان اسکیت‌بوردباز

## نویسندگان
- شانت باسماجیان مؤلف